# Les fous
„Les fous” – dziewiąty singel włoskiej wokalistki In-Grid, stworzony przez I. Alberini, T. Kollder, S. Kolandson, J. Wesslander, M. Rapini. Singel został wydany 18 listopada 2009 roku. Utwór pochodzi z albumu „Passion”.

## Lista utworów
- Digital download EP / Singel CD EP

1. „Les fous” (Radio Edit) - 3:27
2. „Les fous” (DiskoMachine & MarcoJ Radio Mix) - 3:21
3. „Les fous” (Extended Mix) - 5:58
4. „Les fous” (DiskoMachine & MarcoJ Club Remix) - 6:53
5. „Les fous” (Fedo Mora Club) - 5:19
6. „Les fous” (Chill Version) - 4:24
7. „Stick To You” (Radio Edit) - 3:27
8. „Stick To You” (Extended Mix) - 5:48

## Teledysk
Reżyserem teledysku został Lenone Balduzzi - twórca wideoklipu do „Tu es foutu” oraz „Le dragueur”. Film był kręcony 17 oraz 18 października 2009 roku we Francji.